# Saint-Saulge
Cet article possède un paronyme, voir Saint-Saulve.
Saint-Saulge [sɛ̃ soʒ] est une commune française située dans le département de la Nièvre, en région Bourgogne-Franche-Comté.

## Géographie

### Localisation

Carte de la Nièvre.

Saint-Saulge est situé au centre du département de la Nièvre, Commune Coeur de Nièvre
La commune a été augmentée de celles de Sanizy (dite Samnisiaco) et Narlou (dite Narlodo) rattachés entre 1790 et 1794.
| Saint-Franchy       | Crux-la-Ville | Saint-Maurice |
| Sainte-Marie Jailly | Saint-Saulge  |               |
| Saxi-Bourdon        | Rouy          | Montapas      |

### Climat
Pour des articles plus généraux, voir Climat de la Bourgogne-Franche-Comté et Climat de la Nièvre.
En 2010, le climat de la commune est de type climat des marges montargnardes, selon une étude du Centre national de la recherche scientifique s'appuyant sur une série de données couvrant la période 1971-2000. En 2020, Météo-France publie une typologie des climats de la France métropolitaine dans laquelle la commune est exposée à un climat océanique altéré et est dans la région climatique  Centre et contreforts nord du Massif Central, caractérisée par un air sec en été et un bon ensoleillement.
Pour la période 1971-2000, la température annuelle moyenne est de 10,8 °C, avec une amplitude thermique annuelle de 16,3 °C. Le cumul annuel moyen de précipitations est de 990 mm, avec 12,9 jours de précipitations en janvier et 8,4 jours en juillet. Pour la période 1991-2020, la température moyenne annuelle observée sur la station météorologique de Météo-France la plus proche, « Ourouer », sur la commune de Vaux d'Amognes à 16 km à vol d'oiseau, est de 11,3 °C et le cumul annuel moyen de précipitations est de 889,3 mm. 
La température maximale relevée sur cette station est de 41,5 °C, atteinte le 7 août 2003 ; la température minimale est de −13,5 °C, atteinte le 1er mars 2005,,.
Les paramètres climatiques de la commune ont été estimés pour le milieu du siècle (2041-2070) selon différents scénarios d'émission de gaz à effet de serre à partir des nouvelles projections climatiques de référence DRIAS-2020. Ils sont consultables sur un site dédié publié par Météo-France en novembre 2022.

## Urbanisme

### Typologie
Au 1er janvier 2024, Saint-Saulge est catégorisée commune rurale à habitat dispersé, selon la nouvelle grille communale de densité à sept niveaux définie par l'Insee en 2022.
Elle est située hors unité urbaine et hors attraction des villes,.

### Occupation des sols
L'occupation des sols de la commune, telle qu'elle ressort de la base de données européenne d’occupation biophysique des sols Corine Land Cover (CLC), est marquée par l'importance des territoires agricoles (63,9 % en 2018), en diminution par rapport à 1990 (66,4 %). La répartition détaillée en 2018 est la suivante : prairies (60,7 %), forêts (33,6 %), terres arables (3,2 %), zones urbanisées (2,5 %). L'évolution de l’occupation des sols de la commune et de ses infrastructures peut être observée sur les différentes représentations cartographiques du territoire : la carte de Cassini (XVIIIe siècle), la carte d'état-major (1820-1866) et les cartes ou photos aériennes de l'IGN pour la période actuelle (1950 à aujourd'hui).

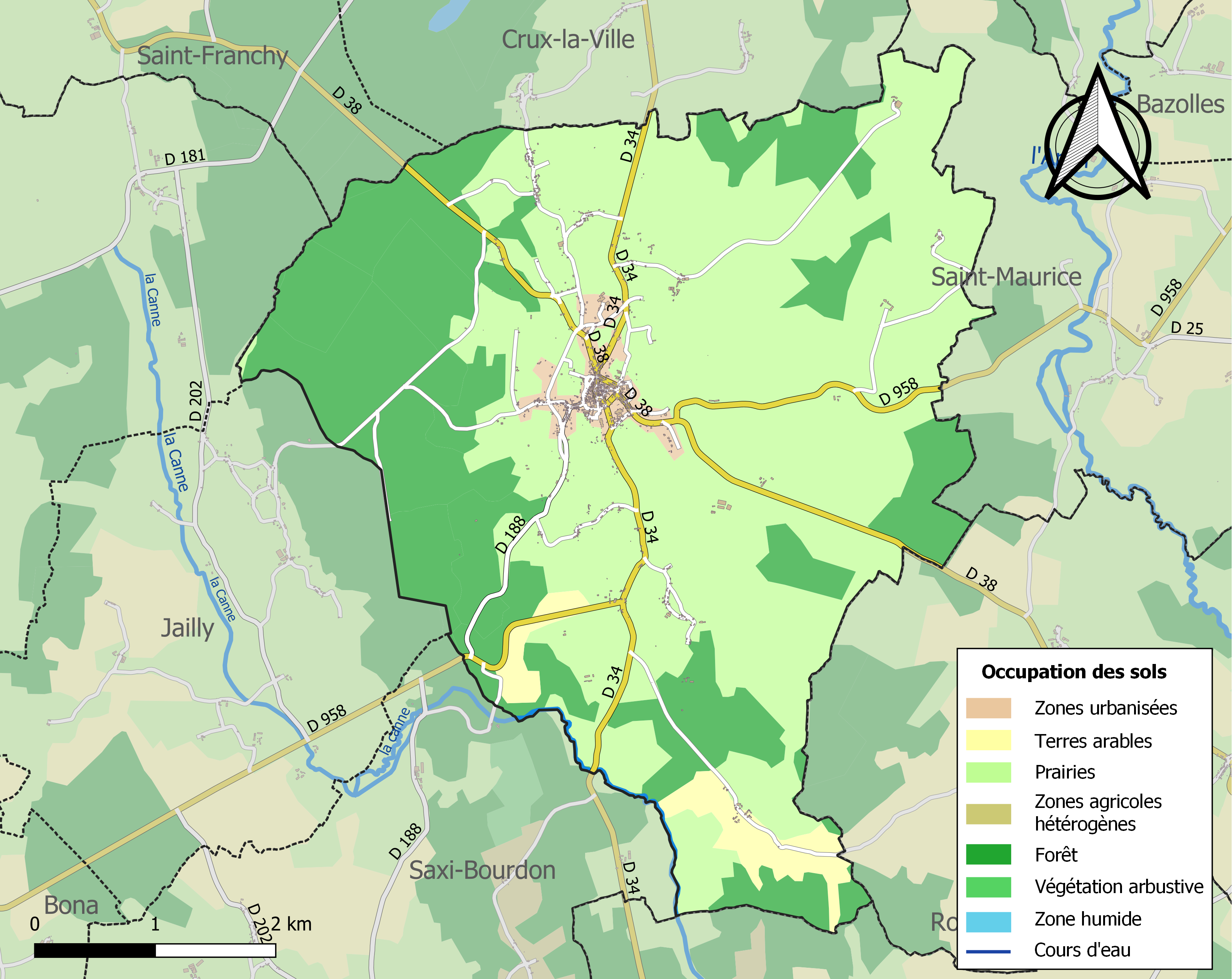
Carte des infrastructures et de l'occupation des sols de la commune en 2018 (CLC).

## Histoire
Les premières présences humaines remontent à l'époque gallo-romaine, au XIXe siècle, des recherches ont été entreprises au lieu-dit Beauregard sur les hauteurs de Saint-Saulge, à proximité du point culminant de la commune, quelques bronzes de l'époque de Trajan et restes de poteries y ont été découverts.
En 1948, monsieur Germain, entrepreneur de maçonnerie, découvrait au droit du parking de l'actuel Maxi-Marché des restes de pilotis.
Au Haut Moyen Âge, les reliques de saint Saulge (Sanctu Salvi), moine ermite qui vivait dans la région d'Auxerre au VIe siècle, sont placées dans l'église de Saint-Saulge alors placée sous le vocable de Saint-Martin.
La première mention certaine et écrite de Saint-Saulge remonte à une charte de Charles le Simple datant du 8 des Ides d'août 908.
En 1164, le pape Alexandre III, confirme par une bulle, la possession des bénéfices des cures de Narloux et Sanisy, à l'abbaye de Saint-Martin d'Autun.
Siège d'un prieuré bénédictin (Saint-Martin-de-la-Vigne, église Saint-Saulge), d'une paroisse et d'une châtellenie, Saint-Saulge relevait des comtes de Nevers.
Au cours de la période révolutionnaire de la Convention nationale (1792-1795), la commune porta provisoirement le nom de Marat-les-Forêts.

### 1851: les partisans de Marianne
À la veille du coup d'État du 2 décembre 1851, à la demande de Morny, le 28 octobre, le général Jean-Pierre Léon Pellion intervient, avec le concours de la colonne mobile, contre les sociétés secrètes existantes dans le département de la Nièvre. La colonne passe à Cercy-la-Tour, Fours, Moulins-Engilbert, Châtillon-en-Bazois, Saint-Saulge, arrêtant 16 membres dans ces localités. Mais l'agitation continue. À Saint-Saulge plusieurs habitants sont soupçonnés de fomenter des troubles. Il s'agit de défenseurs de la République opposés au coup d'État qui sont accusés d'appartenir à des sociétés secrètes dites « Marianne ». Le juge Lassier s'efforce de découvrir qui est engagé dans ces sociétés. Les agitateurs se réunissent chez le cabaretier Guilloux. Dix habitants de Saint-Saulge auraient avoué et une vingtaine d'autres sont soupçonnés. Selon le juge, les principaux sont à Saint-Saulge, Jean Baptiste Labour, Adam le notaire, Julien Jolly, les cousins Riche. Par exemple Simon Riche « s'est surtout fait remarquer, selon le juge, par son exaltation révolutionnaire, ses menaces contre les hommes d'ordre, par sa participation avec Adam et Labour aux menées de propagande démagogiques et d'affiliation aux sociétés secrètes ». Il sera, comme deux cents personnes de l'arrondissement, condamné à être transporté. Il meurt en route.

## Politique et administration
| Période                                  | Période        | Identité               | Étiquette | Qualité            |
| ---------------------------------------- | -------------- | ---------------------- | --------- | ------------------ |
| 1819                                     |                | Louis-Joseph de Thoury |           |                    |
|                                          |                | Eugène de Thoury       |           |                    |
| 1899                                     |                | Robert de Thoury       |           |                    |
| 1900                                     | 1907           | Henri Robert de Thoury |           |                    |
| 1907                                     | 1913           | Paul Farinet           |           |                    |
| 1913                                     |                | Charles Teste          |           |                    |
|                                          |                | Octave Franson         |           |                    |
| décembre 1919                            | mai 1925       | Henri Robert de Thoury |           |                    |
| mai 1925                                 | 1936           | Georges Laurent        |           |                    |
| 1936                                     | septembre 1937 | Edmé Bureau            |           |                    |
| septembre 1937                           | février 1938   | François Boulin        |           |                    |
| février 1938                             | mars 1938      | Louis Cambours         |           |                    |
| mars 1938                                | avril 1938     | Adolphe Pillon         |           |                    |
| avril 1938                               | mai 1942       | Georges Laurent        |           |                    |
| mai 1942                                 | avril 1943     | Joseph Vallet          |           |                    |
| avril 1943                               | mars 1944      | Raymond Perard         |           |                    |
| mars 1944                                | avril 1944     | Charles Rousseau       |           |                    |
| avril 1944                               | octobre 1944   | Pierre Loujard         |           |                    |
| octobre 1944                             | juillet 1945   | Guy Laurent            | SFIO      | Conseiller général |
| juillet 1945                             | octobre 1947   | Alix Pincot            |           |                    |
| octobre 1947                             | mars 1959      | Louis Mignon           |           |                    |
| mars 1959                                | avril 1971     | A. Clément             |           |                    |
| avril 1971                               | novembre 1973  | Delavault              |           |                    |
| novembre 1973                            | avril 1977     | G. Aubert              |           | Médecin            |
| avril 1977                               | janvier 1980   | H. Rouede              |           |                    |
| janvier 1980                             | mars 1983      | R. Marcus              |           |                    |
| mars 1983                                | décembre 2012  | Sylvain Lopinto        | DVG       | Médecin            |
| décembre 2012                            | juillet 2016   | Christian Bulin        |           |                    |
| juillet 2016                             | mai 2020       | Sébastien Gosset       |           |                    |
| Les données manquantes sont à compléter. |                |                        |           |                    |
| mai 2020                                 | En cours       | Christian Gentil       |           |                    |

## Démographie
L'évolution du nombre d'habitants est connue à travers les recensements de la population effectués dans la commune depuis 1793. Pour les communes de moins de 10 000 habitants, une enquête de recensement portant sur toute la population est réalisée tous les cinq ans, les populations de référence des années intermédiaires étant quant à elles estimées par interpolation ou extrapolation. Pour la commune, le premier recensement exhaustif entrant dans le cadre du nouveau dispositif a été réalisé en 2007.

En 2022, la commune comptait 679 habitants, en évolution de −9,1 % par rapport à 2016 (Nièvre : −3,28 %, France hors Mayotte : +2,11 %).
| 1793  | 1800  | 1806  | 1821  | 1831  | 1836  | 1841  | 1846  | 1851  |
| ----- | ----- | ----- | ----- | ----- | ----- | ----- | ----- | ----- |
| 1 623 | 1 385 | 1 752 | 1 948 | 1 874 | 2 131 | 2 146 | 2 334 | 2 341 |

| 1856  | 1861  | 1866  | 1872  | 1876  | 1881  | 1886  | 1891  | 1896  |
| ----- | ----- | ----- | ----- | ----- | ----- | ----- | ----- | ----- |
| 2 215 | 2 252 | 2 357 | 2 499 | 2 532 | 2 370 | 2 430 | 2 335 | 2 250 |

| 1901  | 1906  | 1911  | 1921  | 1926  | 1931  | 1936  | 1946  | 1954  |
| ----- | ----- | ----- | ----- | ----- | ----- | ----- | ----- | ----- |
| 2 037 | 2 021 | 1 909 | 1 640 | 1 525 | 1 501 | 1 455 | 1 414 | 1 296 |

| 1962  | 1968  | 1975 | 1982 | 1990 | 1999 | 2006 | 2007 | 2012 |
| ----- | ----- | ---- | ---- | ---- | ---- | ---- | ---- | ---- |
| 1 176 | 1 157 | 985  | 919  | 849  | 865  | 874  | 874  | 785  |

| 2017 | 2022 | - | - | - | - | - | - | - |
| ---- | ---- | - | - | - | - | - | - | - |
| 738  | 679  | - | - | - | - | - | - | - |

## Culture locale et patrimoine

### Lieux et monuments
Religieux
L'église de Saint-Saulge est l'ancienne chapelle du prieuré de Saint-Martin de la Vigne, dit plus tard prieuré de Saint-Saulge. Elle a est classée monument historique des XIIe et XVIe siècles, avec les plus beaux vitraux de la Nièvre. Aujourd'hui seuls les vitraux restent classés. Tous sont du XVIe siècle, sauf les deux vitraux du chœur, qui datent du XIXe siècle (offerts par Eugène de Thoury). Ces deux vitraux sont signés A. Baratte (à Clermont-Ferrand), sans date. Peinture représentant Dom Delaveyne, fondateur des sœurs de la Charité de Nevers.
En l'an 908, l'église de Saint-Saulge est sous le vocable de Saint-Martin et le prieur de Saint-Saulge (diocèse de Nevers), en fait don à l'abbé de l'abbaye de Saint-Martin d'Autun. En 1161, l'évêque de Nevers, Bernard de Saint-Saulge, reconnaît à Bernard II, abbé de Saint-Martin, la propriété de Saint-Maurice-les-Saint-Saulge. Le pape Alexandre III, réfugié en France, confirme par une bulle cette possession, en 1164. La fondation de l'anniversaire de Hugues de Mosse, ou Muse, prieur de Saint-Saulge, est faite en 1250 par une charte, à l'abbaye de Saint-Martin d'Autun. Un autre prieur nous est connu en 1298, Guy de Roussillon, frère d'Eudes de Roussillon.

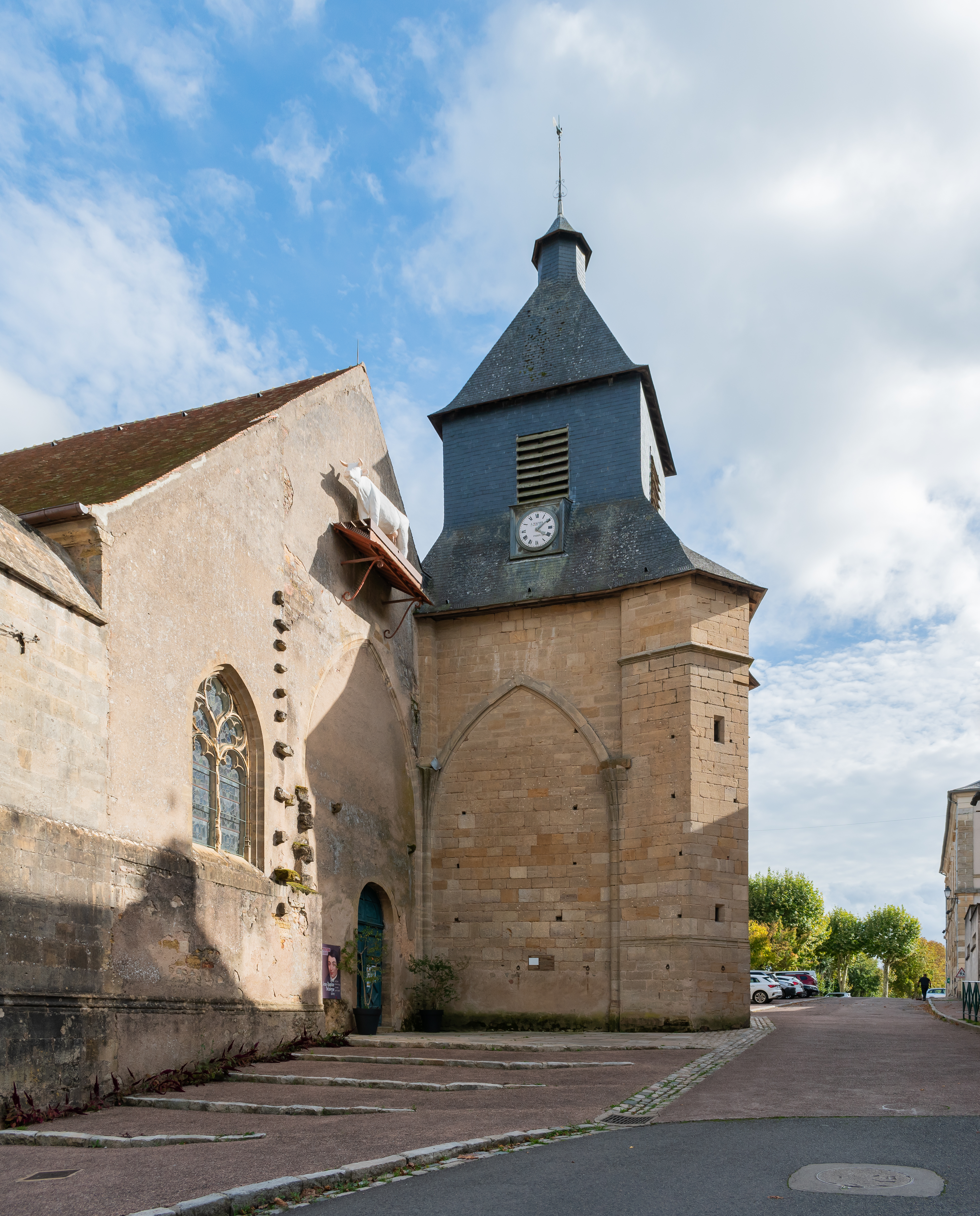
Le clocher de l'église.
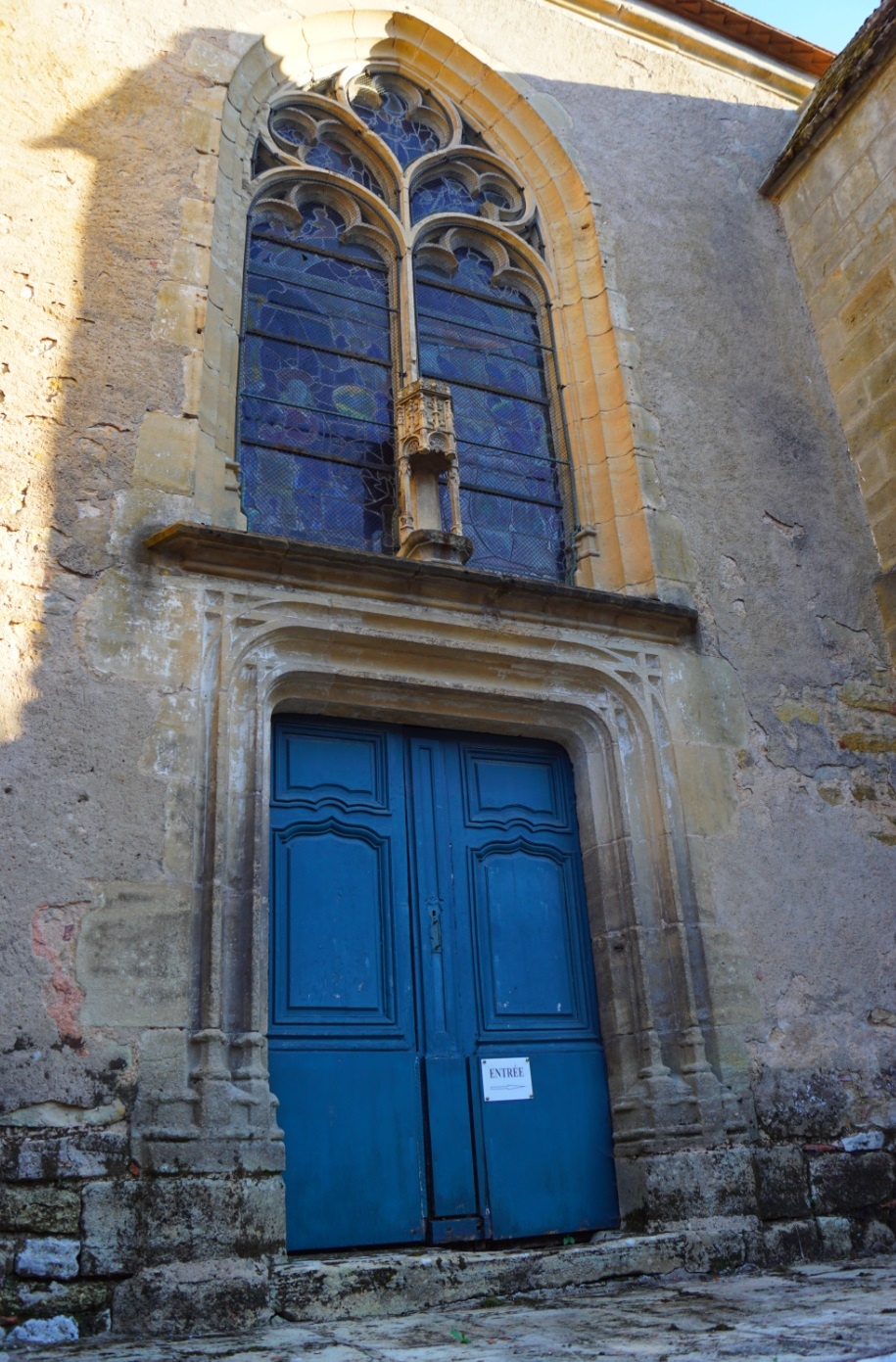
Portail XVI
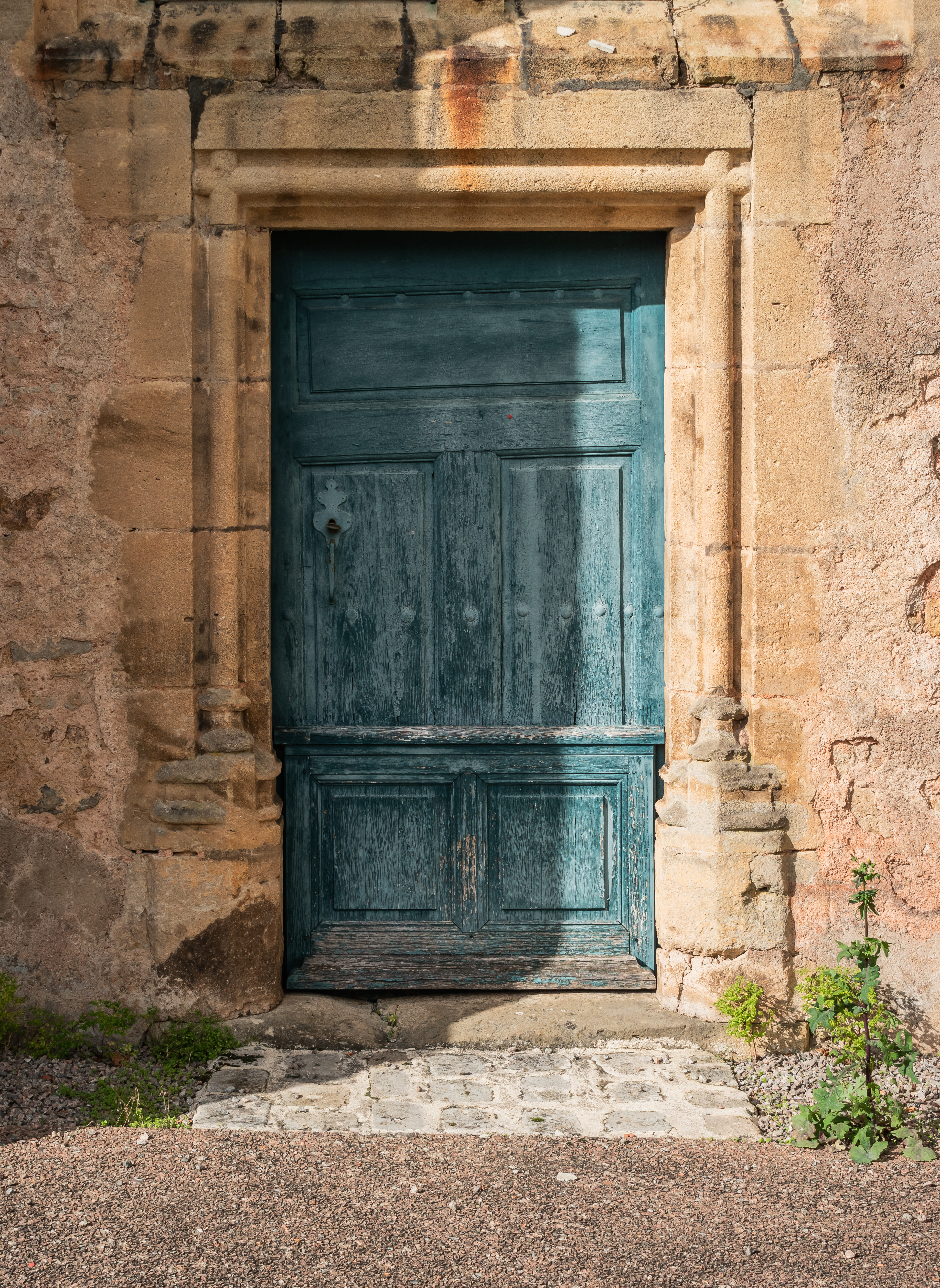
Porte XVIe.
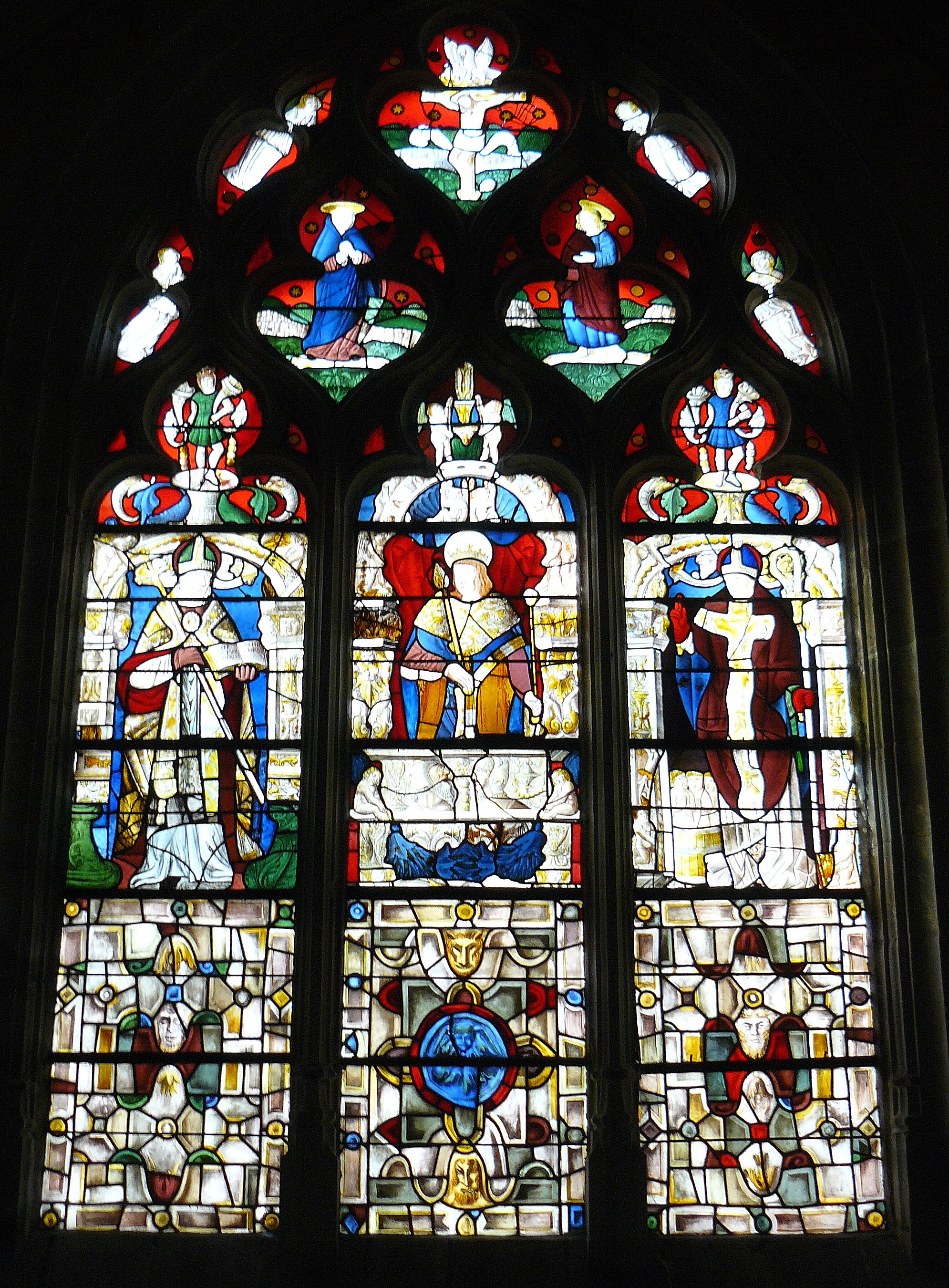
Saint Martin, saint Louis, saint Nicolas (XVIe siècle).
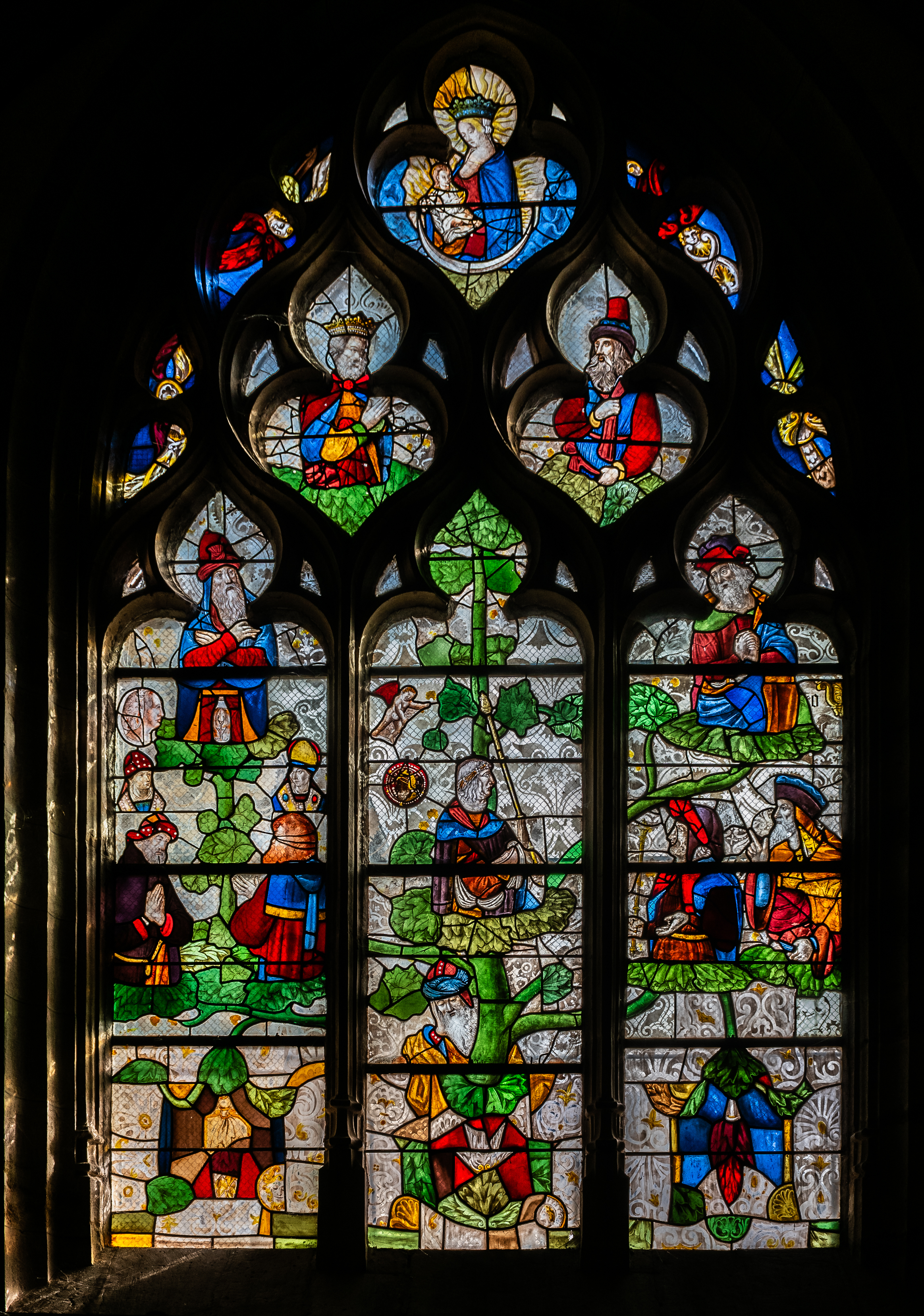
Arbre de Jessé (XVIe siècle).

Selon la légende, une année de forte sécheresse où le fourrage se faisait rare, les habitants de Saint-Saulge, qui avaient le sens de l'économie, eurent l'idée de hisser sur l'église une vache à l'aide d'une corde, afin qu'elle broute l'herbe qui poussait sur un flanc du clocher. Depuis lors, ils perpétuent cette tradition en mai, à l'occasion de la fête locale et avec une vache factice.
Civils
Le petit bourg de Saint-Saulge comporte quelques maisons médiévales et Renaissance, notamment une demeure à tourelle située en face de l' église.
En 2024 la municipalité aidée du programme Petites villes de demain démolit un ensemble patrimonial du XVIIe, maison Renaissance, dans le cadre du projet de revitalisation du centre bourg.

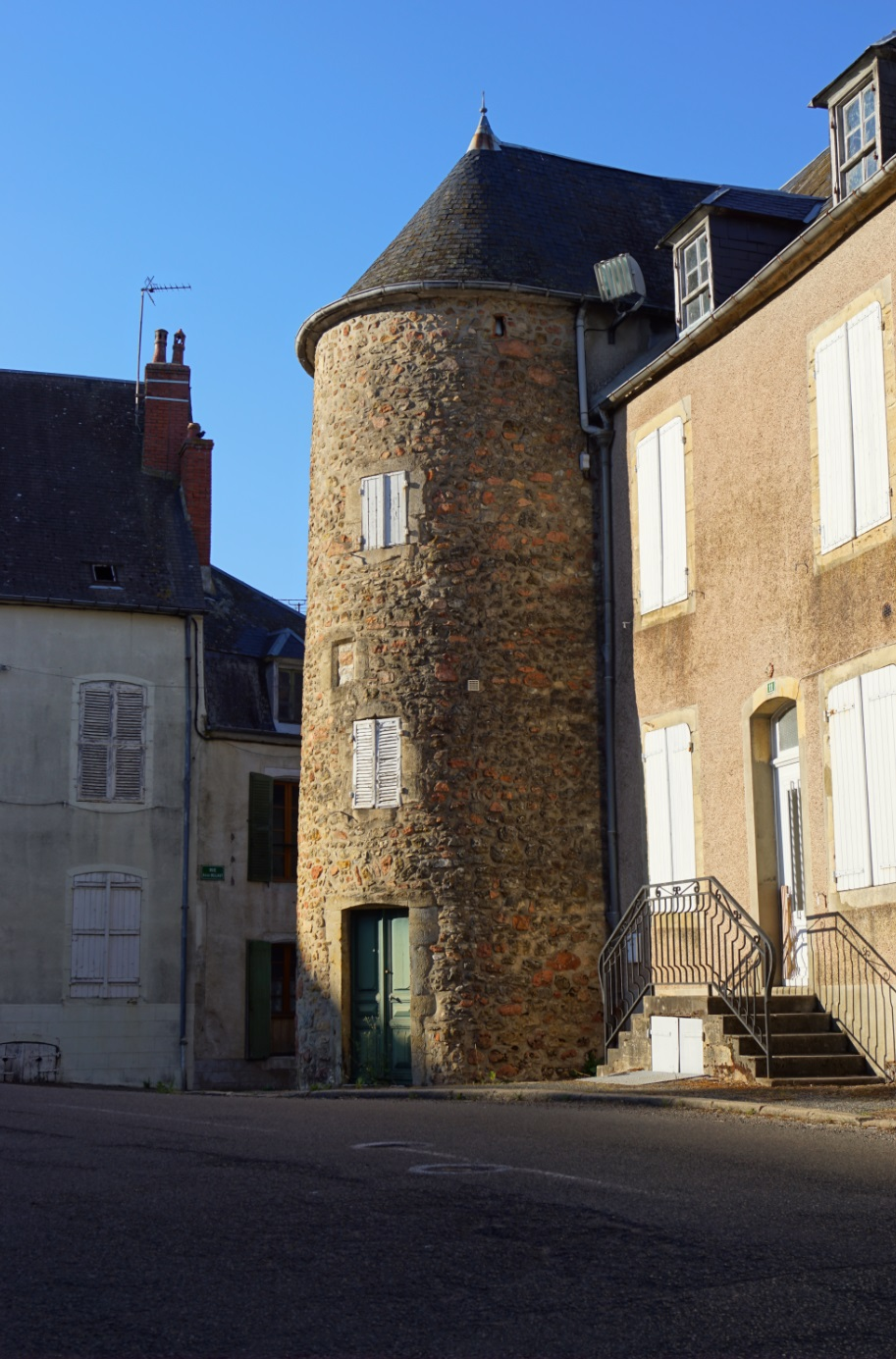
Maison à tourelle (XVIe).
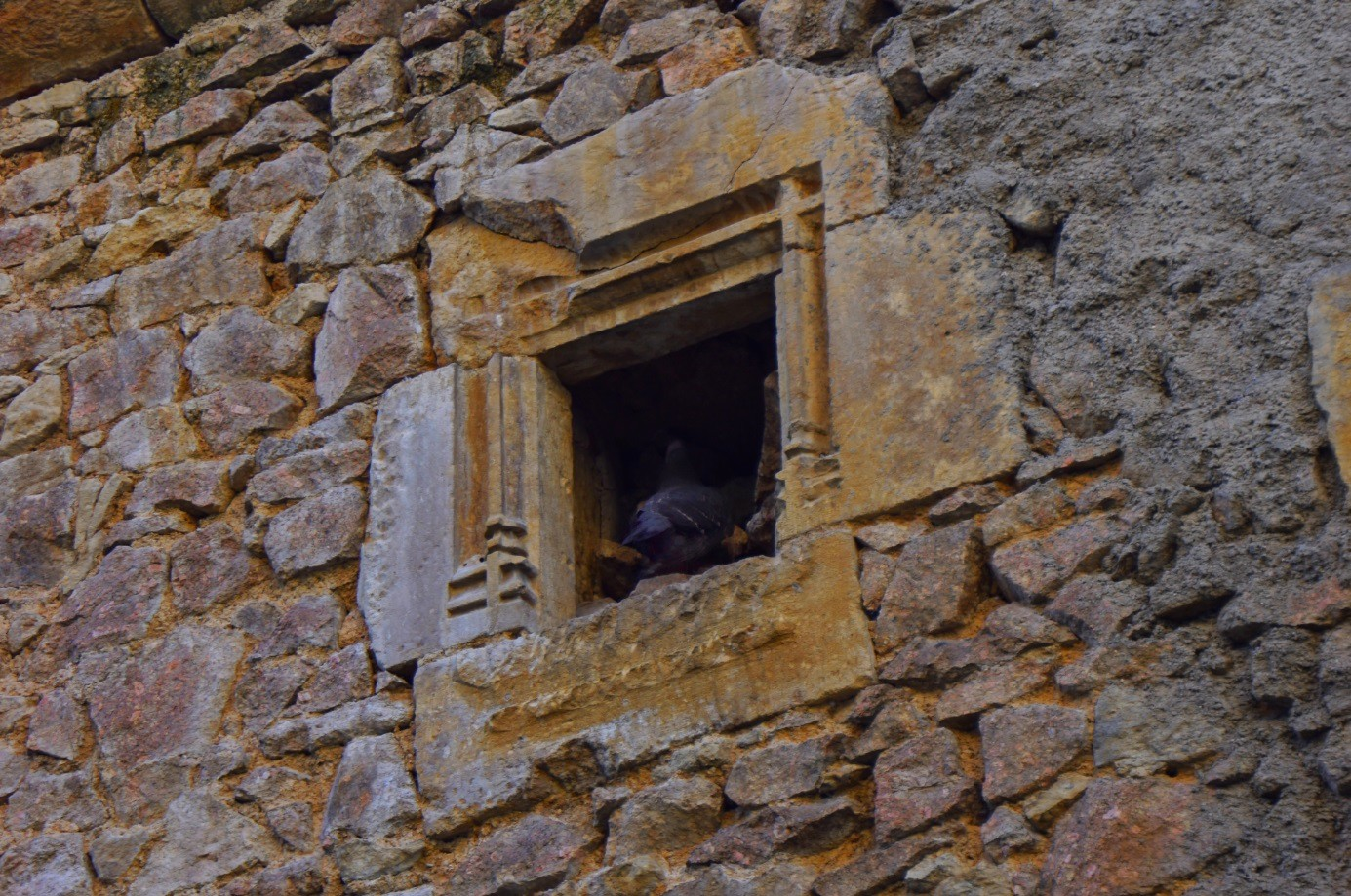
Maison médiévale (XVe).
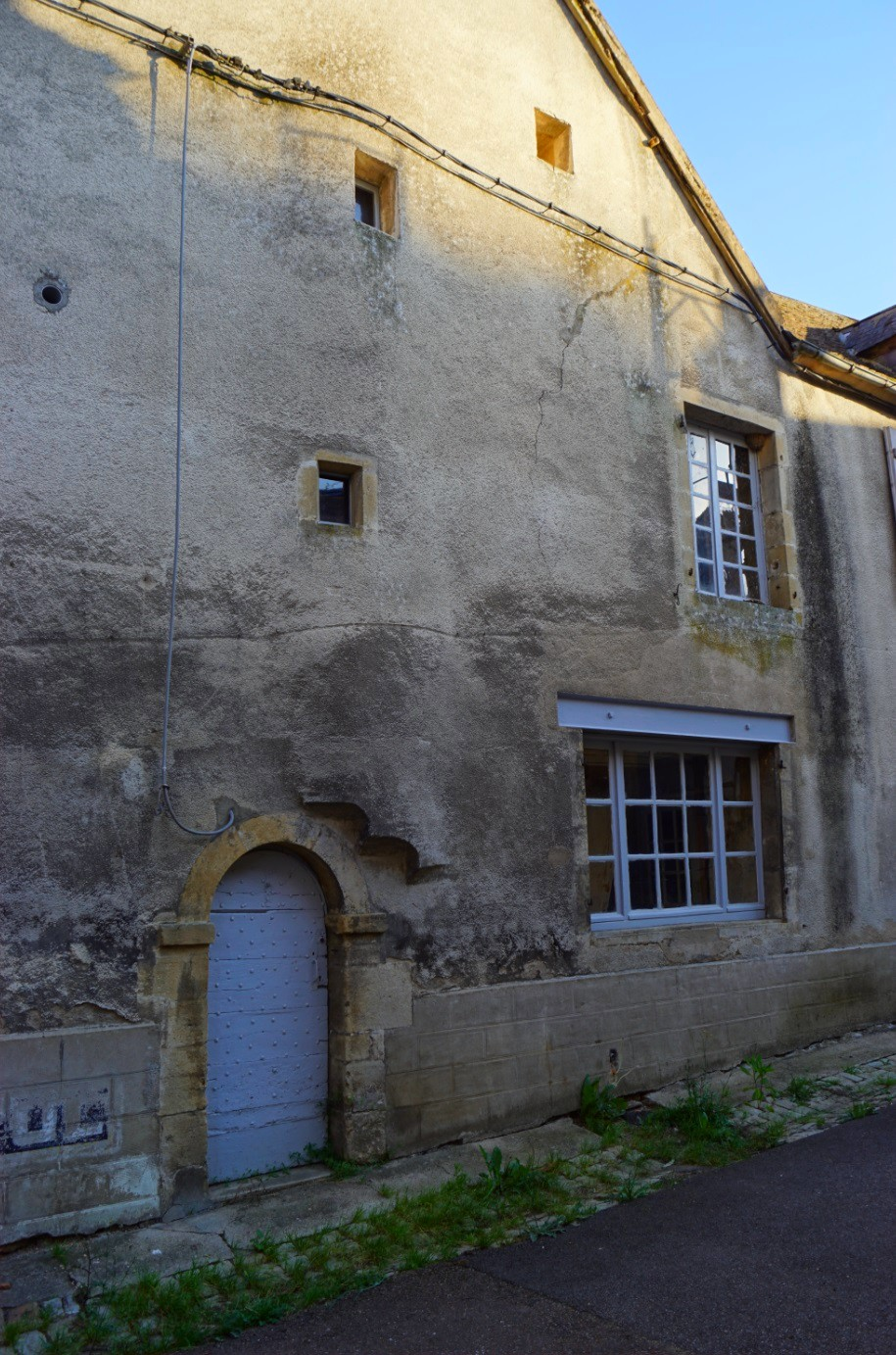
Maison Renaissance (XVIIe).

### Personnalités liées à la commune
- Ravisius Textor [Jean Tixier de Ravisi dit], humaniste, recteur de l'Université de Paris, né à Saint-Saulge (v. 1480-1524).
- Vénérable Jean-Baptiste de Lavenne, alias Jean-Baptiste Delaveyne (1653-1719), fondateur en 1680, à Saint-Saulge, de la congrégation des de sœurs de la Charité de Nevers.
- Marcelline Pauper, née à Saint-Saulge le 11 mars 1666, religieuse des sœurs de la Charité de Nevers, fondatrice de la maison de Decize et supérieure de celle de Nevers. Décédée le 25 juin 1708 à Tulle, après avoir rédigé sa vie sous la directive de son directeur de conscience, le père de Lavenne.
- Louis-Antoine-François de Marchangy (1782 à Saint-Saulge - 1826 à Paris), homme de lettres et homme politique.
- Mgr Augustin Crosnier (1804-1880), ecclésiastique et érudit nivernais, ancien vicaire de Saint-Saulge (1828)[31].
- Xavier Veyrat, auteur dramatique né et mort à Saint-Saulge (1807-1876).
- Maurice de Guérin fut à plusieurs reprises présent au château de Saint-Martin-Sainte-Martin dans les années 1835-1838 (il était l'ami d'Adrien de Sainte-Marie).
- Louis Dauvergne (1828-1899), né au château de Vesvres à Rouy, peintre qui demeura dans la commune de 1861 à 1894, décéda à Nevers et fut inhumé dans le caveau de famille à Montapas.
- Édouard Thiers, officier du Génie et député né à Saint-Saulge (1843-1890).
- Gabriel Alexandre Paquette (1866-1939) général de corps d'armée ayant servi pendant la Première Guerre mondiale.
- Ambroise Croizat (1901-1951), syndicaliste et homme politique, ministre du Travail et de la Sécurité sociale entre 1945 et 1947, a vécu à Saint-Saulge, où il possédait une maison[32].

### Héraldique

Famille de Lavenne.
Famille de Thoury.
Famille de Courvol.